# ام‌۳ لی
ام‌تری لی (انگلیسی: M3 Lee) یک تانک متوسط آمریکایی بود که در طول جنگ جهانی دوم استفاده شد. این تانگ به دو صورت تولید شد، یکی برای نیازهای ایالات متحده و دیگری برای قرار دادن رادیو در کنار فرمانده در سرویس اتحادیه کشورهای همسود، تانک با دو نام خوانده می‌شد: تانک‌هایی که از برجک‌های الگوی ایالات متحده استفاده می‌کردند «لی» نامیده می‌شدند، که به نام ژنرال ایالات مؤتلفه آمریکا رابرت ای لی، در حالی که آنهایی که برجک‌های الگوی بریتانیایی داشتند به عنوان «گرانت» شناخته می‌شدند، که از نام ژنرال اتحادیه (جنگ داخلی آمریکا) یولیسیز سایمن گرانت نام‌گذاری شد.